# هومبيرتو سافيدرا
هومبيرتو سافيدرا (بالإسبانية: Humberto Saavedra)‏ (3 أغسطس 1923 ببوليفيا - ) هو لاعب كرة قدم بوليفي في مركز الوسط، شارك في كأس العالم 1950. وشارك مع منتخب بوليفيا لكرة القدم. أما مع النوادي، فقد لعب مع ذي سترونغيست.

## وصلات خارجية
- هومبيرتو سافيدرا على موقع الاتحاد الدولي (مؤرشف)  (الإنجليزية)
- هومبيرتو سافيدرا على موقع Soccerway.com (الإنجليزية)
- هومبيرتو سافيدرا على موقع عالم كرة القدم.نت (الإنجليزية)